# Especially for You
"Especially for You" é uma canção gravada pelos cantores australianos Kylie Minogue e Jason Donovan e incluída no álbum de estreia de Donovan, Ten Good Reasons. A faixa posteriormente apareceu na versão norte-americana do segundo álbum de Minogue, Enjoy Yourself. O single foi lançado em 28 de novembro de 1988 e foi escrito por Stock Aitken Waterman.
No Reino Unido, a canção ficou por quatro semanas em segundo lugar, atrás de Cliff Richard, alcançando o primeiro lugar por três semanas no início de 1989, vendendo um milhão de cópias. Manteve-se o best-seller de Minogue no Reino Unido até 2001, quando "Can't Get You out of My Head", tomou seu lugar. O single foi um grande sucesso em toda a Europa e vendeu 23.037 cópias na Suécia.
A música fez parte da trilha internacional da novela Que Rei Sou Eu?, exibida em 1989 na Rede Globo.

## Formatos
CD single
1. Especially For You (Extended) - 5:01
2. All I Wanna Do Is Make You Mine (Extended) - 6:00
3. Especially For You - 3:58

7" single
1. Especially For You - 3:58
2. All I Wanna Do Is Make You Mine - 3:34

12" single
1. Especially For You (Extended) - 5:01
2. All I Wanna Do Is Make You Mine (Extended) - 6:00

## Performances
Kylie performou a música nas seguintes turnês:
- Showgirl: The Greatest Hits Tour
- Showgirl - The Homecoming Tour
- A Kylie Christmas
- Golden Tour
- Summer 2019

## Posições
| Parada musical                  | Posição |
| ------------------------------- | ------- |
| Austrália ARIA Singles Chart    | 2       |
| Belgium Singles Chart           | 1       |
| Danish Singles Chart            | 5       |
| Dutch Singles Chart             | 6       |
| Eurochart Hot 100 Singles Chart | 1       |
| Finnish Singles Chart           | 4       |
| French SNEP Singles Chart       | 3       |
| German Singles Chart            | 10      |
| Irish Singles Chart             | 1       |
| New Zealand RIANZ Singles Chart | 2       |
| Norwegian Singles Chart         | 10      |
| Swedish Singles Chart           | 12      |
| Swiss Singles Chart             | 2       |
| UK Singles Chart                | 1       |